# L'Altra Europa amb Tsipras
L'Altra Europa amb Tsipras (en italià L'Altra Europa con Tsipras, AET) va ser una coalició i organització política italiana. Va participar en les eleccions al Parlament Europeu del 2014 en suport d'Alexis Tsipras, llavors dirigents de la Syriza grega i candidat del Partit de l'Esquerra Europea a la presidència de la Comissió Europea.

## Història
AET va ser fundada el 5 de març de 2014 a Roma per alguns intel·lectuals italians, Andrea Camilleri, Paolo Flores d'Arcais, Luciano Gallino, Marco Revelli, Barbara Spinelli i Guido Viale.
A les eleccions al Parlament Europeu de 2014 la llista va obtenir el 4% dels vots, just per sobre del llindar, guanyant 3 euriduputats al Parlament Europeu: Eleonora Forenza (del Partit de la Refundació Comunista), Curzio Maltese (independent, després d'Esquerra Ecologia Llibertat) i Barbara Spinelli (independent). Després de les eleccions, es van unir al grup de l'Esquerra Unida Europea i l'Esquerra Verda Nòrdica (GUE/NGL). El maig de 2015 Spinelli va deixar AET, convertint-se en un eurodiputat independent dins de GUE/NGL.
Després de les eleccions europees, la marca es va reutilitzar en eleccions regionals i locals com a llista única de candidats d'esquerres de 2015 a 2020: L'Altra Piemont d'Esquerra, L'Altra Regió amb Acerbo, L'Altra Emília-Romanya, L'Altra Calàbria i L'Altra Trentino a l'esquerra a les regionals de 2014, L'Altra Bèrgam, L'Altra Mòdena-SiC, L'Altra Urbino - SiC, L'Altra Città i L'Altra Foggia de l'Esquerra a les municipals de 2014.
Els dies 18 i 19 d'abril de 2015 es va celebrar a Roma l'Assemblea Nacional amb 350 delegats elegits arreu del país. La moció final reitera la idea d'una "llar comuna" llançada a l'Assemblea de Bolonya i escull el Comitè Nacional que tindrà la tasca de liderar la llista cap a aquest objectiu.
L'Assemblea Nacional també va obrir el seu òrgan nacional als candidats presidencials d'esquerres a les eleccions regionals de 2015 a Itàlia, sense, però, donar suport directament, mitjançant una moció aprovada per majoria, a la candidatura de Luca Pastorino a Ligúria . A diferència de la dinàmica del Vèneto i la Pulla , on la llista es presenta de manera autònoma, a la Toscana , Úmbria , les Marques i la Campània l'Altra Europa amb Tsipras donarà suport a les llistes conjuntes amb Esquerra Ecologia Llibertat i el Partit de la Refundació Comunista .
El juliol de 2015 dos senadors, Fabrizio Bocchino i Francesco Campanella, elegits a les eleccions generals de 2013 amb el Moviment 5 Estrelles i posteriorment membres fundadors del partit Itàlia Treballs en curs, van posar en marxa un subgrup anomenat "L'altra Europa amb Tsipras" dins del Grup Mixt del Senat. El març de 2016 el subgrup es va convertir en Esquerra Italiana, que havia estat llançat principalment per Esquerra Ecologia Llibertat i dissidents del Partit Democràtic.
El 8 d'abril de 2019, de cara a les eleccions europees del 26 de maig, Nicola Fratoianni, secretari d'Esquerra Italiana, va presentar el símbol de La Sinistra, una llista que també inclou el Partit de la Refundació Comunista i el que quedava de L'Altra Europa amb Tsipras. A les eleccions europees del 2019, Esquerra va obtenir l'1,75% dels vots, per sota del llindar del 4% necessari per triar eurodiputats. Aquest resultat marca la fi de l'Altra Europa amb Tsipras. L'any 2020, de les cendres de l'AET, es va constituir l'associació "Per l'esquerra per una altra Europa".

## Composició
| Partit | Partit                                    | Ideologia                | Líder             |
| ------ | ----------------------------------------- | ------------------------ | ----------------- |
|        | Esquerra Ecologia Llibertat (SEL)         | Socialisme democràtic    | Nichi Vendola     |
|        | Partit de la Refundació Comunista (PRC)   | Comunisme                | Paolo Ferrero     |
|        | Verds del Tirol del Sud                   | Ecologisme               | Giorgio Zanvettor |
|        | Acció Civil (AC)                          | Polítiques anticorrupció | Antonio Ingroia   |
|        | Partit Pirata Italià (PPIT)               | Polítiques pirates       | Luca Cappelletti  |
|        | Independència República de Sardenya (IRS) | Nacionalisme sard        | Gavino Sale       |

## Resultats electorals

### Parlament Europeu
| Any  | Líder      | Vots               | %                  | Escons | +/– |
| ---- | ---------- | ------------------ | ------------------ | ------ | --- |
| 2014 | Col·lectiu | 1,108,457 (6è)     | 4.03               | 3 / 73 | Nou |
| 2019 | Col·lectiu | Dins de L'Esquerra | Dins de L'Esquerra | 0 / 76 | 3   |